# Reprezentacja Bułgarii na Mistrzostwach Europy w Wioślarstwie 2009
Reprezentacja Bułgarii na Mistrzostwach Europy w Wioślarstwie 2009 liczyła 6 sportowców. Najlepszymi wynikami było 6. miejsce w jedynce mężczyzn.

## Medale

### Złote medale
Brak

### Srebrne medale
Brak

### Brązowe medale
Brak

## Wyniki

### Konkurencje mężczyzn
- jedynka (M1x): Aleksandyr Aleksandrow – 6. miejsce
- dwójka bez sternika (M2-): Georgi Bożiłow, Ganczo Bankow – 11. miejsce
- dwójka podwójna wagi lekkiej (LM2x): Złatko Karaiwanow, Wasil Witanow – 7. miejsce

### Konkurencje kobiet
- jedynka (W1x): Kristina Bonczewa – 11. miejsce